# Municipio de Osage (condado de Bates)
El municipio de Osage (en inglés: Osage Township) es un municipio ubicado en el condado de Bates en el estado estadounidense de Misuri. En el año 2010 tenía una población de 1795 habitantes y una densidad poblacional de 15,44 personas por km².

## Geografía
El municipio de Osage se encuentra ubicado en las coordenadas 38°5′34″N 94°21′37″O / 38.09278, -94.36028. Según la Oficina del Censo de los Estados Unidos, el municipio tiene una superficie total de 116.27 km², de la cual 109,74 km² corresponden a tierra firme y (5,62 %) 6,53 km² es agua.

## Demografía
Según el censo de 2010, había 1795 personas residiendo en el municipio de Osage. La densidad de población era de 15,44 hab./km². De los 1795 habitantes, el municipio de Osage estaba compuesto por el 96,04 % blancos, el 0,17 % eran afroamericanos, el 0,5 % eran amerindios, el 0,06 % eran asiáticos, el 0,45 % eran de otras razas y el 2,79 % eran de una mezcla de razas. Del total de la población el 1,5 % eran hispanos o latinos de cualquier raza.